# Cyprus op de Olympische Zomerspelen 2020
Cyprus nam deel aan de Olympische Zomerspelen 2020 in Tokio, Japan. Er werden geen medailles gewonnen

## Atleten
Hieronder volgt een overzicht van de atleten die zich kwalificeerden voor deelname aan de Olympische Zomerspelen 2020.
| sport       | Mannen | Vrouwen | totaal |
| ----------- | ------ | ------- | ------ |
| Atletiek    | 2      | 1       | 3      |
| Gymnastiek  | 1      | 0       | 1      |
| Schietsport | 3      | 1       | 4      |
| Wielersport | 0      | 1       | 1      |
| Zeilen      | 2      | 2       | 4      |
| Zwemmen     | 1      | 1       | 2      |
| totaal      | 9      | 6       | 15     |

## Sporten

### Atletiek
Mannen
Loopnummers
| atleet          | onderdeel    | series | series | kwartfinale | kwartfinale | halve finale | halve finale | finale         | finale         |
| atleet          | onderdeel    | tijd   | rang   | tijd        | rang        | tijd         | rang         | tijd           | rang           |
| --------------- | ------------ | ------ | ------ | ----------- | ----------- | ------------ | ------------ | -------------- | -------------- |
| Milan Trajkovic | 110 m horden | 13,59  | 4 Q    | n.v.t.      | n.v.t.      | 14,01        | 8            | niet geplaatst | niet geplaatst |

Technische nummers
| atleet             | onderdeel    | kwalificaties | kwalificaties | finale         | finale         |
| atleet             | onderdeel    | afstand       | rang          | afstand        | rang           |
| ------------------ | ------------ | ------------- | ------------- | -------------- | -------------- |
| Apostolos Parellis | discuswerpen | 62,11         | 16            | niet geplaatst | niet geplaatst |

Vrouwen
Loopnummers
| atlete         | onderdeel | series | series | kwartfinale | kwartfinale | halve finale | halve finale | finale         | finale         |
| atlete         | onderdeel | tijd   | rang   | tijd        | rang        | tijd         | rang         | tijd           | rang           |
| -------------- | --------- | ------ | ------ | ----------- | ----------- | ------------ | ------------ | -------------- | -------------- |
| Eleni Artymata | 400 m     | 51,91  | 5 q    | n.v.t.      | n.v.t.      | 50,80 NR     | 5            | niet geplaatst | niet geplaatst |

### Gymnastiek

#### Turnen
Mannen
| atleet          | onderdeel | kwalificatie | kwalificatie | kwalificatie | kwalificatie | kwalificatie | kwalificatie | kwalificatie | kwalificatie | finale         | finale         | finale         | finale         | finale         | finale         | finale         | finale         |
| atleet          | onderdeel | toestel      | toestel      | toestel      | toestel      | toestel      | toestel      | totaal       | positie      | toestel        | toestel        | toestel        | toestel        | toestel        | toestel        | totaal         | positie        |
| atleet          | onderdeel | vloer        | voltige      | ringen       | sprong       | brug         | rekstok      | totaal       | positie      | vloer          | voltige        | ringen         | sprong         | brug           | rekstok        | totaal         | positie        |
| --------------- | --------- | ------------ | ------------ | ------------ | ------------ | ------------ | ------------ | ------------ | ------------ | -------------- | -------------- | -------------- | -------------- | -------------- | -------------- | -------------- | -------------- |
| Marios Georgiou | meerkamp  | 13,466       | 10,666       | 12,766       | 14,100       | 13,666       | 14,333       | 78,997       | 50           | niet geplaatst | niet geplaatst | niet geplaatst | niet geplaatst | niet geplaatst | niet geplaatst | niet geplaatst | niet geplaatst |

### Schietsport
Mannen
| atleet                | onderdeel | kwalificaties | kwalificaties | finale         | finale         |
| atleet                | onderdeel | punten        | rang          | punten         | rang           |
| --------------------- | --------- | ------------- | ------------- | -------------- | -------------- |
| Dimitris Konstantinou | skeet     | 121           | 12            | niet geplaatst | niet geplaatst |
| Georgios Achilleos    | skeet     | 122           | 9             | niet geplaatst | niet geplaatst |
| Andreas Makri         | trap      | 117           | 28            | niet geplaatst | niet geplaatst |

Vrouwen
| atlete            | onderdeel | kwalificaties | kwalificaties | finale         | finale         |
| atlete            | onderdeel | punten        | rang          | punten         | rang           |
| ----------------- | --------- | ------------- | ------------- | -------------- | -------------- |
| Andri Eleftheriou | skeet     | 119           | 7             | niet geplaatst | niet geplaatst |

### Wielersport

#### Wegwielrennen
Vrouwen
| atleet             | onderdeel    | tijd | rang |
| ------------------ | ------------ | ---- | ---- |
| Antri Christoforou | wegwedstrijd | DNF  | DNF  |

### Zeilen
Mannen
| atlete           | onderdeel | race | race | race | race | race | race | race | race | race | race | race   | race   | race           | netto punten | eindnotering |
| atlete           | onderdeel | 1    | 2    | 3    | 4    | 5    | 6    | 7    | 8    | 9    | 10   | 11     | 12     | M              | netto punten | eindnotering |
| ---------------- | --------- | ---- | ---- | ---- | ---- | ---- | ---- | ---- | ---- | ---- | ---- | ------ | ------ | -------------- | ------------ | ------------ |
| Andreas Cariolou | RS:X      | 18   | 20   | 15   | 6    | 9    | 7    | 11   | 8    | 17   | 3    | 10     | 14     | niet geplaatst | 118          | 12           |
| Pavlos Kontides  | Laser     | 4    | 7    | 5    | 1    | 20   | 1    | RET  | 6    | 8    | 24   | n.v.t. | n.v.t. | 12             | 88           | 4            |

Vrouwen
| atlete         | onderdeel    | race | race | race | race | race | race | race | race | race | race | race   | race   | race           | netto punten | eindnotering |
| atlete         | onderdeel    | 1    | 2    | 3    | 4    | 5    | 6    | 7    | 8    | 9    | 10   | 11     | 12     | M              | netto punten | eindnotering |
| -------------- | ------------ | ---- | ---- | ---- | ---- | ---- | ---- | ---- | ---- | ---- | ---- | ------ | ------ | -------------- | ------------ | ------------ |
| Natasa Lappa   | RS:X         | 24   | 25   | 26   | 19   | 17   | 22   | 20   | 20   | 18   | 12   | 22     | 19     | niet geplaatst | 218          | 21           |
| Marilena Makri | Laser Radial | 8    | 30   | 26   | 27   | 22   | 31   | 25   | 23   | DSQ  | 35   | n.v.t. | n.v.t. | niet geplaatst | 227          | 33           |

### Zwemmen
Mannen
| atleet           | onderdeel            | series | series | halve finale   | halve finale   | finale         | finale         |
| atleet           | onderdeel            | tijd   | rang   | tijd           | rang           | tijd           | rang           |
| ---------------- | -------------------- | ------ | ------ | -------------- | -------------- | -------------- | -------------- |
| Nikolas Antoniou | 50 meter vrije slag  | 23,39  | 45     | niet geplaatst | niet geplaatst | niet geplaatst | niet geplaatst |
| Nikolas Antoniou | 100 meter vrije slag | 50,00  | 40     | niet geplaatst | niet geplaatst | niet geplaatst | niet geplaatst |

Vrouwen
| atleet         | onderdeel            | series | series | halve finale   | halve finale   | finale         | finale         |
| atleet         | onderdeel            | tijd   | rang   | tijd           | rang           | tijd           | rang           |
| -------------- | -------------------- | ------ | ------ | -------------- | -------------- | -------------- | -------------- |
| Kalia Antoniou | 50 meter vrije slag  | 25,41  | 27     | niet geplaatst | niet geplaatst | niet geplaatst | niet geplaatst |
| Kalia Antoniou | 100 meter vrije slag | 55,38  | 29     | niet geplaatst | niet geplaatst | niet geplaatst | niet geplaatst |